# ورنی (ویرجینیا غربی)
ورنی، ویرجینیا غربی (به انگلیسی: Varney, West Virginia) یک منطقهٔ مسکونی در ایالات متحده آمریکا است که در شهرستان مینگو، ویرجینیای غربی واقع شده‌است.